# پیمان کیوتو
پیمان کیوتو (انگلیسی: Kyoto Protocol) پیمانی بین‌المللی به منظور کاهش صدور گازهای گلخانه‌ای، که عامل اصلی گرم‌شدن زمین در دهه‌های اخیر محسوب می‌شوند، است. این پیمان که پیمان‌نامهٔ ریو را تکمیل و ترمیم می‌کند در چارچوب سازمان ملل متّحد شکل گرفت.
طی سال‌های اخیر با افزایش گازهای گلخانه‌ای نظیر متان، دی‌اکسید کربن، بخار آب و اکسید نیتروژن در جو زمین، دمای کره در حال افزایش می‌باشد که این امر باعث ایجاد تغییرات ناخوشایند در محیط زیست خواهد شد.
از این رو در سال ۱۹۹۷ طی پیمانی معروف به کیوتو کشورهای صنعتی متعهد شدند که ظرف ده سال آینده میزان انتشار گازهای گلخانه‌ای خود را ۵٪ کاهش دهند و به کشورهای در حال توسعه کمک‌های مالی برای افزایش ضریب نفوذ استفاده از انرژی‌های تجدید پذیر نظیر انرژی خورشیدی و بادی، اعطا نمایند.
البته CFC که از گازهای صنعتی می‌باشد نیز از جمله گازهای گلخانه‌ای محسوب می‌شود، این گاز در گذشته به‌طور وسیع در کندانسورهای یخچال و به منظور خنک کردن درون یخچال بکار می‌رفت، اما امروزه به دلیل ایجاد اثر گلخانه‌ای، استفاده از آن در بسیاری از کشورها ممنوع شده‌است.

## پیمان نامه

### اصول

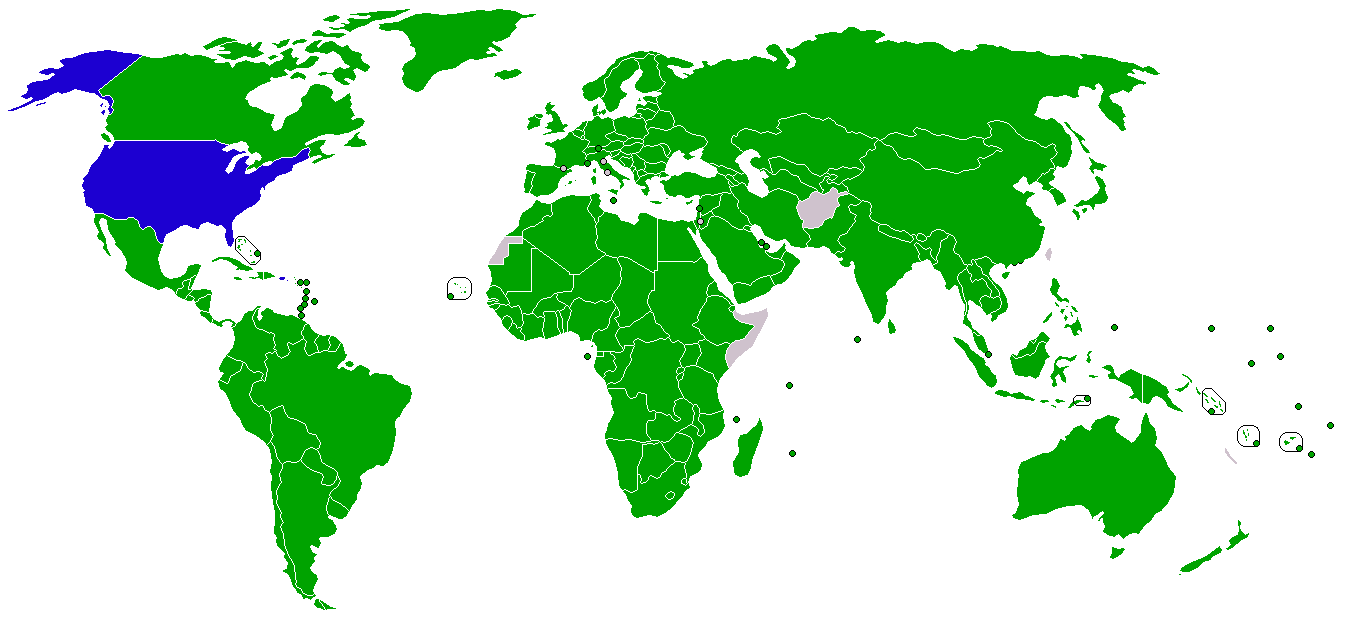
نقشه اعضای پیمان کیوتو، که با کشورهای رنگ سبز تیره نشان داده شده‌است، قرارداد را تصویب و امضا کرده‌اند و رنگ زرد نشان دهنده کشورهایی است که پیمان را امضا کرده و در صدد تصویب آن می‌باشند. به ویژه، استرالیا و ایالات متحده آمریکا که پیمان را امضا کرده‌اند اما از تصویب آن سر باز می‌زنند.

پیمانی که در دسامبر ۱۹۹۷ در کیوتو-ژاپن مورد مذاکره قرار گرفت و برای امضا در ۱۶ مارس ۱۹۹۸ افتتاح و در ۱۵ مارس ۱۹۹۹ اختتام یافت. این موافق نامه در پی تصویب روسیه در ۱۸ نوامبر ۲۰۰۴، در ۱۶ فوریه ۲۰۰۵ به حالت اجبار درآمد. در نتیجه، در اکتبر سال ۲۰۰۶ تمامی ۱۶۶ کشور و نهادهای دیگر دولت‌ها موافقت نامه را به امضا درآورده بودند.
استثنائات مورد توجه شامل استرالیا و ایالات متحده آمریکا می‌شدند. کشورهای دیگر مانند هند و چین، که پیمان را تصویب کرده بودند، علی‌رغم جمعیت زیادشان، نیازی به کاهش دافعات کربن در زمان قرارداد نداشتند.
بر اساس ماده ۲۵ پیمان، در نوزدهمین روز بعد از تاریخی که در آن نباید کمتر از ۵۵ عضو ثبت شده باشند، پیمان اعمال می‌شود، اعضای ثبت شده کشورهای ضمیمه ۱ هستند که حداقل ۵۵٪ دافعات دی‌اکسید کربن را در سال ۱۹۹۰ رقم زده‌اند و اسناد تصویب، موافقت، تأیید و دافعات خود را به عنوان گرو تحویل دادند. برای دو شرط مذکور، شرط «۵۵ عضو» در ۲۳ می۲۰۰۲ هنگامی که «ایسلند» پیمان را تصویب کرد اعمال شد و با تصویب روسیه در ۱۸ نوامبر ۲۰۰۴ شرط «۵۵٪» کامل و اعمال اجبار به صورت مؤثر آن در ۱۶ نوامبر ۲۰۰۵ پیاده‌سازی شد.

### جزئیات
بر اساس جراید منتشر شده از برنامه‌ریزی محیط زیست سازمان ملل:
پیمان کیوتو موافقت نامه‌ای است که تحت آن کشورهای صنعتی انبوه دافعات گازهای گلخانه‌ای خود را در مقایسه با سال ۱۹۹۰، ۵٫۲٪ کاهش خواهند داد. (اما توجه کنید که این موضوع در مقایسه با سطوح دافعاتی که تا سال ۲۰۱۰ بدون وجود پیمان انتظار می‌رود، بیان شده‌است، این هدف کاهشی معادل ۲۹٪ را نشان می‌دهد) هدف، پایین آوردن همه‌جانبه دافعات شش گاز گلخانه‌ای دی‌اکسید کربن، متان، نیتروپن مونوکسید، هگزافلورید سولفور، هیدرو فلوروکربنو پرفلوروکربن است؛ که به‌طور تقریبی برای دوره ۵ ساله ۱۲–۲۰۰۸ محاسبه شده‌است. محدوده اهداف ملل از کاهش ۸درصدی برای اتحادیه اروپا و برای دیگر اعضا کاهش ۷٪ برای ایالات متحده آمریکا، ۶٪ برای ژاپن، ۰٪ برای روسیه و افزایش ۸٪ برای استرالیا و ۱۰٪ برای ایسلند اطلاع می‌دهد.
این موافقت نامه ایست که به عنوان یک اصلاحیه بر روی اصول قراردادی سازمان ملل بر روی تغییرات آب و هوایی UNFCCC که در بلندترین نقطه زمین، ریودوژانیرو در ۱۹۹۲ تنظیم شد. تمام اعضای UNFCCC می‌توانند پیمان کیوتو را امضا و تأیید کنند، در حالی که کشورهایی که عضو UNFCCC نیستند، نمی‌توانند. پیمان کیوتو در فصل سوم کنفرانس اعضای (COP) برای UNFCCC در سال ۱۹۹۷ در کیوتوی ژاپن تنظیم شد.
بیشتر شروط پیمان کیوتو در کشورهای پیشرفته اعمال می‌شوند، که در ضمیمه ۱ برای UNFCCC فهرست شده‌اند.
اصل مسئولیت مشترک اما متمایز
قرارداد اصولی سازمان ملل بر روی تغییرات آب و هوایی با ترتیب دادن «اصل مسئولیت مشترک اما متمایز» موافقت کرد و اعضا موافقت کردند که:
1. بیشترین سهم از دافعات جاری و گذشته گازهای گلخانه‌ای جهان از کشورهای پیشرفته نشآت گرفته‌است؛
2. میزان دافعات مورد نظر در کشورهای پیشرفته هنوز در سطح پایینی قرار دارد؛
3. مقدار دافعات جهانی موجود در کشورهای پیشرفته برای پاسخ گویی به نیازهای اجتماعی و توسعه‌ای رو به افزایش‌اند.

به عبارت دیگر، چین، هند و دیگر کشورهای در حال توسعه از درخواست پیمان کیوتو معاف بودند، چراکه آن‌ها در صدور گاز گلخانه‌ای طی دوران صنعتی شدن کشورها که دلیلی برای تغییرات آب و هوایی امروز محسوب می‌شود، ایفاکننده نقش‌های اصلی نبوده‌اند.
به هر حال، بحث اساسی کیوتو این بود که چین، هند و دیگر کشورهای در حال توسعه به زودی به شرکت کنندگان اصلی موضوع گازهای گلخانه‌ای تبدیل می‌شوند. همچنین، بدون اعمال محدودیت بر روی این کشورها توسط کیوتو، صنایع در کشورهای پیشرفته ممکن است به سمت کشورهایی که محدودیتی ندارند گسیل شود. پس هیچ کاهش کربن خالصی وجود نخواهد داشت.

### تعهدات مالی
پیمان همچنین اظهار می‌دارد که کشورهای پیشرفته باید پول پرداخت کنند و برای مطالعات و برنامه‌های مربوط به آب و هوا به دیگر کشورها تکنولوژی عرضه کنند. این موضوع در اصل در UNFCCC تأیید شده بود.

## خرید و فروش دافعات
کیوتو یک سیستم «مالی و تجاری» دارد که مالیات‌های ملی را بر دافعات کشورهای ضمیمه ۱ تحمیل می‌کند. به‌طور متوسط، کشورها را به کاهش دافعاتشان تا مقدار ۲٫۵٪ زیر سطحشان در سال ۱۹۹۰، در طی دوره ۲۰۰۸ تا ۲۰۱۲ ملزم می‌کند. اگرچه این مالیات‌ها تعهداتی در سطح ملی هستند، اکثر کشورها در عمل مسائل صادراتی خود را به واحدهای صنعتی خصوصی، مثل نیروگاه‌ها و کارخانجات کاغذسازی، واگذار می‌کنند. این مسئله ایست که امروزه EU و دیگر کشورها با جدیت پیگیری می‌کنند.
این بدین معنی است که خریدار نهایی امتیازات اغلب شرکت‌های خصوصی هستند که انتظار دارند با صادراتشان سهمیه خود را افزایش دهند.
معمولاً آن‌ها امتیاز را یا مستقیماً از عضو دیگر با هزینه بالا، از یک واسطه، از یک توسعه گر JI/CDM، یا از بورس خریداری می‌نمایند.
حکومت‌های ملل، برخی از آنان که ممکن است مسئولیت‌های خود را برای اهداف صنعتی کیوتو گسترش نداده باشند، و برخی از آنان که ممکن است کسر خالص هزینه داشته باشند، امتیاز را با حساب شخصی خودشان و اغلب از توسعه گران JI/CDM خریداری می‌کنند. این معاملات معمولاً به‌طور مستقیم و از طریق دفاتر نمایندگی یا سرمایه داران ملی انجام می‌شود. مانند برنامه ERUPT دولت هلند یا از طریق سرمایه‌های جمع‌آوری شده مانند بانک جهانی سرمایه‌های کربنی (PCF).PCF، به عنوان مثال، ائتلاف شش دولت و ۱۷ انجمن انرژی و صنایع همگانی که از طرف کشورها امتیاز را خریداری می‌نمایند.
از آنجا که امتیاز کربن سندی قابل تبادل با قیمتی مشخص است، سرمایه‌گذاران مالی، آغاز به خرید آن‌ها به منظور اهداف خالص تجاری کرده‌اند. این بازار، انتظار می‌رود که با وجود بانکها، واسطه‌ها، سرمایه داران و ارزیاب‌ها و تاجران خصوصی به‌طور قابل توجهی رشد کند. تجارت دافعات PLC، برای مثال، در بازار AiM بورس سهام لندن در سال ۲۰۰۵ با معافیت خاص از سرمایه‌گذاری در اسناد دافعاتی به حالت تعلیق درآمد.
اگرچه کیوتو یک چهارچوب به وجود آورد و قوانینی را برای بازار جهانی کربن تدوین نمود، امروزه، عملاً تفاوت بسیاری در برنامه‌ها یا بازار آن، با سطوح مختلفی از روابط در بین آن‌ها وجود دارد.
کیوتو گروهی از کشورهای ضمیمه ۱ را قادر ساخت که برای به وجود آوردن چیزی که به اصطلاح «حباب» نامیده می‌شود متحد شوند و اتحاد کشورهایی که همه مالیات دافعات به آن‌ها تعلق یافته‌است و با آن‌ها برای برآورده ساختن اهداف، به شکل یک واحد مستقل رفتار شده‌است. EU انتخاب شد برای اینکه مانند همچین گروهی مورد رفتار قرار بگیرد، و طرح تجاری دافعات اتحادیه اروپا را |طرح تجاری دافعات EU(ETS) را به عنوان یک بازار-در-بازار ایجاد کرد. پول ETS پول اتحادیه اروپاست(EUA). این طرحی است که از ۱ ژانویه ۲۰۰۵ عملی شد. اگرچه بازار آن از سال ۲۰۰۳ شروع به کار کرده بود.
بریتانیا طرح داوطلبانه یادگیری_در کنار اجرای خود(UK ETS) را در سال ۲۰۰۲ تا ۲۰۰۶ پایه‌گذاری کرد. این بازار در ارتباط نزدیک با طرح EU آغاز به کار کرد؛ و در آن شریک شد و این اختیار را داشت که اولین مرحله EU ETS را انتخاب کند، که این طرح تا سال ۲۰۰۷ ادامه دارد.
کانادا و ژاپن تا سال ۲۰۰۸ بازارهای داخلی خود را دارا خواهند بود و احتمال دارد که آن‌ها مستقیماً به EU ETS بپیوندند. بازار کانادا احتمالاً در بر گیرنده یک سیستم تجاری برای منابع بزرگ دافعات و خرید مقادیر زیاد امتیازات خارجی خواهد بود. طرح ژاپنی‌ها الزاماً در برگیرنده اهداف شرکت‌ها نخواهد بود اما این مسئله نیز به خریدهای عمده امتیازات خارجی بستگی خواهد داشت.
پس از EU ETS، مهم‌ترین منبع امتیازات مکانیسم توسعه پاک(CDM) و مکانیسم ایجاد اتحاد (JI) هستند.CDM اجازه می‌دهد امتیازات کربن جدیدی با توسعه برنامه‌های کاهشی دافعات در کشورهای غیر از ضمیمه ۱ ایجاد شود، در حالی که JIبه امتیازات خاص برنامه‌ها اجازه می‌دهد به امتیازات موجود در کشورهای ضمیمه ۱ تبدیل شوند. برنامه‌های CDMکاهش مجاز دافعات را حاصل می‌کند(CER) و برنامه‌های JI واحدهای کاهش دافعات را به وجود می‌آورند(ERU). CER برای تعهدات جلسه EU ETS مورد قبول واقع شد، همان‌طور که امروزه نیز می‌باشد، و ERU به‌طور مشابه از سال ۲۰۰۸ مورد موافقت قرار خواهد گرفت. (اگرچه برخی کشورها ممکن است حدودی را برای تعداد و منابع CER/JI به منظور شروع برآورده ساختن اهداف از سال ۲۰۰۸ تعیین کنند)CER/ERU بیشتر از برنامه توسعه گران توسط سرمایه داران یا واحدهای خصوصی گرفته شدند، تا از تبادلات تجاری مثل EUA.
از آنجا که ایجاد این اسناد مستلزم پروسه طولانی مدت ثبت نام و تأیید شدن توسط سازمان ملل می‌باشند، و خود برنامه‌ها نیز برای توسعه نیاز به سال‌ها زمان دارند، این بازار در حال حاضر تقریباً بازاریست که در آن خرید با تخفیف کمتری نسبت به پول رایج هم قیمت شان،EUA صورت می‌گیرد و تقریباً همیشه مستلزم تأیید و رسید هستند. (اگرچه گاهی نیز پیش پرداخت‌هایی صورت می‌گیرد). بر اساس IETA قیمت بازار امتیاز CDM/JI که معامله می‌شود در سال ۲۰۰۴ ۲۴۵ میلیونEUR بوده‌است، این رقم تقریباً نشان می‌دهد که امتیازها در سال ۲۰۰۵ بیش از ۶۲۰ میلیون یورو ارزش پیدا کرده‌است.
چندین بازار کربنی غیراز کیوتو نیز هم اینک به همان شکل وجود دارند، و احتمالاً از نظر تعداد و اهمیت در سال‌های آتی رشد خواهند داشت. این بازارها شامل طرح جدید کاهش آلودگی گازهای گلخانه‌ای ویلز جنوبی، مؤسسه گازهای گلخانه‌ای منطقه‌ای(RGGI) در ایالات متحده آمریکا، مبادله آب و هوای شیکاگو، عملیات راه حل گرمای هوا توسط ایالتی از کالیفرنیا در سال ۲۰۰۶ برای کاهش دافعات، تعهد ۱۳۱ شهردار آمریکایی برای سازگار شدن با اهداف کیوتو برای شهرهایشان و برنامه کاهش آلودگی دافعات ایالت ارگان.
روی هم رفته این ابتکارات بیشتر به مجموعه‌ای از بازارهای پیوسته اشاره دارند تا یک بازار کربن تنها. زمینه مشترک بین بیشتر آن‌ها سازگاری مکانیسم‌های بازاری متمرکز بر روی اعتبارات کربن است که موجب کاهش دافعات <۲>CO می‌شود. این واقعیت که بیشتر این ابتکارات روش‌های مشابهی برای برای تأیید اعتباراتشان در پیش می‌گیرند این موضوع را امکانپذیر می‌سازد که اعتبارات کربن در یک بازار، در بازارهای دیگر به کندی فروش برود. این موضوع بازارهای رایج کربن را تا حد تمرکز بر روی اهداف CDM/JI و EU ETS وسعت می‌بخشد. یک پیش‌فرض روشن به هر حال این است که شکل جدیدی برای جریمه‌ها و کیفرها برای سطوح مشابه وجود دارد چرا که این موضوع سقف معینی را برای هر بازار مشخص می‌نماید.

## بازبینی
پیمان موضوعات مختلفی را برای تصمیم‌گیری‌های بعدی توسط کنفرانس اعضا(COP) باقی گذاشت. اجلاس آنان در تلاش برای حل این مسائل در هوگو در اواخر سال ۲۰۰۰ برگزار شد. اما به دلیل مناقشه بین اتحادیه اروپا در یک طرف (که به شدت با موافقت نامه همسو بود) و ایالات متحده آمریکا، کانادا، ژاپن و استرالیا در طرف دیگر (که می‌خواستند موافقت نامه کمتر اصولی و بیشتر انعطاف‌پذیر باشد) در رسیدن به یک توافق به شکست انجامید.
در سال ۲۰۰۱، حرکت اجلاس قبلیCOP))در شهر بن ادامه یافت که منجر شد تصمیم‌گیری‌های موردنیاز اعمال شود. بعد از برخی واگذاری‌ها، حمایت کنندگان پیمان توسط اتحادیه اروپا اجازه یافتند که کشورهای ژاپن و روسیه را با این اجازه که استفاده بیشتری از نزول CO2داشته باشند، بپذیرند.
COP۷در ۲۹ اکتبر ۲۰۰۱–۹ نوامبر ۲۰۰۱ در مراکش برای پایه‌گذاری جزئیات نهایی پیمان ادامه یافت.
اولین اجلاس اعضای پیمان کیوتو(MOP1) در مونترال از ۲۸ نوامبر تا ۹ دسامبر ۲۰۰۵ برگزار شد، همراه با اولین کنفرانس اعضا برای UNFCC. «کنفرانس تغییرات آب و هوایی سازمان ملل» را مشاهده کنید.

## اجرا
اگر شاخه اجرایی تشخیص دهد که کشورهای ضمیمه ۱ که اهداف دافعاتی آن را برآورده نمی‌سازند، آن کشور مکلف است که تا ۳۰٪ مابه التفاوت را پرداخت نماید. به علاوه آن کشور از بودن تحت انتقال برنامه‌های تجاری دافعات معلق می‌گردد.

## مواضع کشورها

### استرالیا
آلودگی و دافعات در دولت فدرال استرالیا مطابق با قانون اساسی نیست. بخش ۵۲ قانون اساسی این موضوع را در مورد ایالات بیان می‌نماید. علی‌رغم این حقیقت که استرالیا در زمان مذاکره جزء بزرگترین کشورهای انتشار دهنده در مقیاس سرانه بود. (اگرچه در مقیاس کیلومتر مربع کمترین بود) این کشور هدف ۸٪ افزایش را برآورده ساخت. این به این علت بود که استرالیا از موضوع مربوط به کم بودن این دافعات به عنوان یک ابزار برای مذاکره استفاده کرد در حالی که دیگر اعضای بزرگ در حال مذاکره بودند. نتیجه مذاکرات در رسانه‌های استرالیا به عنوان برتری این کشور گزارش شد.
با این وجود نخست‌وزیر استرالیا جان هاوارد تصویب موافقت نامه را رد کرد و این چنین بیان نمود که پیمان به بهای شغل استرالیا یی‌ها تمام می‌شود.
چرا که کشورهایی با اقتصاد شکوفا و جمعیت زیاد مانند چین و هند هیچ اجباری برای کاهش نداشتند، در طی ۱۲ ماه، چین آلودگی بیش از حدی را به خاطر رشد صنعتی اش تولید کرد که توقف نیروگاه‌های استرالیا را خنثی نمود. به علاوه دولت این دیدگاه را اتخاذ نمود که استرالیا برای کاهش دافعات به اندازه کافی تلاش نموده‌است. دولت استرالیا اخیراً ۳۰۰ میلیون دلار در ۳ سال آینده برای کاهش دافعات گازهای گلخانه‌ای گرو گذاشته‌است. حزب کارگری استرالیا در مخالفت با دولت فدرال کاملاً از پیمان حمایت می‌کرد.
این موضوع مباحثه‌ای جدی بین موسسات سیاسیست. این اختلافات بیان می‌کند که تأیید پیمان یک «دیدگاه ریسک آزاد» است همان‌طور که آن‌ها ادعا می‌کنند استرالیا اهداف پیمان را برآورده خواهد ساخت. این ادعا اساساً به تغییرات سیاست پاکسازی زمین بستگی دارد که می‌تواند تنها یک بار رخ دهد، در حالی که منابع دافعات موجود همگی به واقع افزایش یافته‌اند. چنانچه در سال ۲۰۰۵ استرالیا بزرگترین منتشرکننده جهان در مقیاس سرانه گازهای گلخانه‌ای به‌شمار می‌رفت.
دولت استرالیا همراه با ایالات متحده آمریکا موافقت نمودند که شراکت نامه صلح جویانه آسیا در رابطه با توسعه پاکسازی آب و هوا را در اجلاس ملل آسیای جنوب غربی در ۲۸ ژوئیه ۲۰۰۵ به امضا برسانند. به علاوه ایالات استرالیایی ولز جنوبی برنامه کاهش گازهای گلخانه‌ای NSW را آغاز کردند. این طرح اجباری تجاری دافعات گازهای گلخانه‌ای در اول ژانویه ۲۰۰۳ آغاز شد و همچنان توسط دولت ایالتی NSW به تنهایی در حال آزمایش است. این طرح به تنهایی به تهیه‌کنندگان دارای اعتبارنامه (APC)اجازه تجارت دافعات از مالکین ایالت را می‌دهد. از سال ۲۰۰۶ برنامه همچنان علی‌رغم مخالفت واضح نخست‌وزیر جان هاوارد علیه تجارت دافعات به عنوان راه حلی برای تغییرات آب و هوایی پابرجاست. در ادامه نمونه‌ای از NSW خواهیم داشت، طرح تجاری دافعات ملی (NETS) به عنوان ابتکاری از طرف دولت استرالیا پایه‌گذاری شد که همه آن از دولت حزب کارگری نشئت می‌گرفت.
مسائل محیط زیستی تحت اختیارات قانونی ایالات قرار دارد و اگر NETS در انتخابات فدرال سال ۲۰۰۷ برای حکومت انتخاب می‌شد موجب تسهیل تصویب پیمان کیوتو توسط حزب کارگری می‌گشت.

### موضع کانادا
در ۱۷ دسامبر ۲۰۰۲، کانادا این پیمان را تصویب کرد. در حالی که تعداد آراء پشتیبانی از پیمان کیوتو را با تقریباً ۷۰٪ رأی موافق نشان می‌داد.
همچنان مخالفت‌هایی وجود دارد مخصوصاً از طریق برخی گروه‌های تجاری و دانشمندان غیردولتی که در زمینه آب و هوا فعالیت دارند و واحدهای انرژی وجود دارد و اینان بحثی شبیه به آنچه در ایالات متحده عنوان شده بود را مطرح کردند. همچنین این نگرانی وجود داشت که شرکت‌های ایالات متحده آنقدر تحت تأثیر پیمان کیوتو قار نمی‌گیرند که شرکت‌هایی کانادایی قرار می‌گیرند و این یک محدودیت در شرایط تجارتی محسوب می‌شد. در سال ۲۰۰۵، نتیجه محدود شد به یک «جنگ کلامی»، که ابتدا بین مقامات آلبرتا (اولین تولیدکننده گاز و نفت کانادا) و مقامات فدرال بود. حتی جای این نگرانی وجود داشت که کیوتو موجب نوعی تهدید حرکات تجزیه طلبانه‌ای علیه کانادا شود.
بعد از ژانویه ۲۰۰۶ دولت لیبرال جایگزین دولت اقلیت محافظه کار تحت رهبری استیفن هارپر شد. شخصی که قبلاً مخالفت خود را علیه کیوتو ابراز نموده بود. طی مبارزه انتخاباتی هارپر اعلام کرد که او می‌خواسته توسط ایجاد پیمان‌های محیطی مختلف ورای پیمان کیوتو حرکت کند. رونا امبرز کسی که نگران مخدوش شدن مفهوم تجارت دافعات بود جایگزین استفان دیون به عنوان وزیر محیط زیست شد. دیون حتی این مسئله را که دولت لیبرال بعدی نخواهد توانست به اهداف پیمان کیوتو در رابطه با کاهش دافعات گازهای گلخانه‌ای تا زیر سطح سال ۱۹۹۰ جامه عمل بپوشاند، تصدیق نمود. اگرچه اخیراً چنین عنوان کرده‌است که طرح وی به عنوان یک مدعی برای رهبری حزب لیبرال کانادا قادر به انجام اهداف کیوتو کانادا می‌باشد.
بزرگترین مسئله‌ای که دولت محافظه کار با آن روبرو بود به ارث بردن سیاست‌های بی‌فایده دولت قبلی بود. از سال ۲۰۰۳ دولت فدرال لیبرال ۳٫۷ بیلیون دلار بر روی برنامه‌های کیوتو خرج کرد.
در ۲ می۲۰۰۶ گزارش شد که سرمایه‌گذاری‌های محیط زیستی برای به اجرا درآوردن استانداردهای کیوتو کاهش پیدا کرده‌است در حالی که دولت هارپر به عنوان یک طرح جدید در پی این بود که جای آن را بگیرد.
لایحه خصوصی یکی از اعضا توسط پابلو ردریگوئز از حزب لیبرال در سی و نهمین پارلمان اعضا برای منطقه انتخاباتی (کانادا) از منطقه انتخاباتی هونوره-مرسیه به اجرا گذاشته شد. هدف این لایحه مجبور کردن دولت اقلیت استفن هارپر به منظور اطمینان بخشیدن به این مطلب بود که کانادا تحت پیمان کیوتو به اهداف تغییر آب و هوای جهانی خواهد رسید. با حمایت لیبرال‌ها حزب دمکراتیک جدید و Bloc Québécois، و با موقعیت اقلیت جاری این لایحه شانسی برای اجرا شدن دارد علی‌رغم این حقیقت که لوایح خصوصی اعضا به ندرت در تبدیل شدن به یک قانون موفق می‌باشد. اگر این لایحه تبدیل به قانون شود دولت هارپر را مجبور به تشکیل طرح تعییر آب و هوا طی شش ماه پس از دریافت لایحه خواهد کرد.
پیتر کنت، وزیر محیط زیست دولت فدرال کانادا روز دوشنبه ۲۱ آذر ۱۳۹۰ اعلام کرد این کشور به‌طور رسمی از عضویت در پیمان کیوتو کناره‌گیری می‌کند.
کنت با اعلام این خبر افزود دولت کانادا با اتخاذ این تصمیم و عدم پرداخت جریمه‌ها حدود ۱۵ میلیارد دلار صرفه جویی خواهد کرد.

### چین
چین مصر است که سطح دافعات گاز یک کشور برابر با ضرب دافعات سرانه‌اش در جمعیتش می‌باشد. به دلیل اینکه چین سیاست تک فرزندی را |سنجش کنترل جمعیت اتخاذ نموده‌است و در حالی که دافعات سرانه پایینی دارد ادعا می‌کند که باید به علت دو مورد مذکور به عنوان انتشار دهنده این دافعات به محیط جهانی در نظر گرفته شود. چین معتقد است که منتقدین سیاست انرژی اش نا منصفانه برخورد می‌کنند.

### اتحادیه اروپا
در ۳۱ می۲۰۰۲ تمام پانزده کشور عضو آن زمان اتحادیه اروپا تمام اسناد تصویب مربوطه را به سازمان ملل سپردند. اتحادیه اروپا در حدود ۲۲٪ از دافعات گاز گلخانه‌ای جهان را تولید می‌کند و موافقت کرده‌است که به‌طور متوسط ۸٪ از سطوح دافعات ۱۹۹۰ بکاهد. اتحادیه اروپا به‌طور دائمی یکی از حمایت کنندگان اصلی پیمان کیوتو بوده‌است که به‌طور سرسختانه‌ای برای راضی کردن کشورهای مردد برای پیوستن به این پیمان مذاکره می‌کند.
در دسامبر سال ۲۰۰۲، اتحادیه اروپا برنامه‌ای برای تجارت دافعات اتحادیه اروپا |سیستم تجارت دافعات به منظور تلاشی برای رسیدن به این اهداف سخت ایجاد نمود. سهام در شش صنعت معرفی شدند. انرژی، فولاد، سیمان، شیشه، تولید آجر و کاغذ/مقوا. همچنین برای کشورهای عضوی که به وظایفشان عمل نمی‌کنند جریمه‌ای تعیین شد که از ۴۰ تن از دی‌اکسید کربن در سال ۲۰۰۵ شروع شد و به ۱۰۰ تن در سال ۲۰۰۸ افزایش یافت. برنامه‌های جاری اتحادیه اروپا پیشنهاد می‌کند که تا سال ۲۰۰۸ اتحادیه اروپا تا۴٫۷٪ زیر سطوح ۱۹۹۰ قرار بگیرد. با این حال، موقعیت اتحادیه اروپا در مذاکرات پیمان، بدون مناقشه نیست، یکی از انتقادات این است که نسبت به کاهش ۸٪ تمام کشورهای عضو اتحادیه اروپا باید ۱۵٪ کاهش داشته باشند همان‌طور که اتحادیه اروپا بر روی هدف یگانه ۱۵درصدی برای کشورهای توسعه یافته دیگر طی مذاکرات اصرار می‌ورزد. در حالی که به خودش اجازه می‌دهد کاهشی بزرگ را در آلمان شرقی سابق به منظور رسیدن به هدف ۱۵ درصدی برای کل اتحادیه اروپا سرشکن کند. همچنین سطوح دافعات کشورهای تحت پیمان ورشوی سابق که در حال حاضر اعضای اتحادیه اروپا می‌باشند به دلیل بازسازی اقتصادی شان کاهش یافته‌است. این ممکن است بدان معنی باشد که سطح نهایی ۱۹۹۰ منطقه در مقایسه با کشورهای در حال توسعه افزایش یافته‌است بنابراین امتیازی رقابتی در اقتصاد اروپا علیه ایالات متحده محسوب می‌شود. هم اتحادیه اروپا و هم اعضایش از امضاکنندگان پیمان کیوتو می‌باشند.

### آلمان
در ۲۸ ژوئن ۲۰۰۶ دولت آلمان اعلام کرد که صنعت زغال سنگش را از ملازمات توافق‌نامه کیوتو معاف خواهد نمود. کلودیا کنفرت، استاد انرژی در مؤسسه آلمانی گروه تحقیق اقتصاد در برلین بیان داشت" تصمیم کابینه به دلیل تمام حمایت‌هایش از محیط زیستی سالم و پیمان کیوتو بسیار مأیوس‌کننده‌است، لوایح انرژی نقش بزرگی در این تصمیم ایفا کرده‌اند.

### انگلیس
سیاست انرژی بریتانیای کبیر به‌طور کامل اهدافی برای کاهش دافعات دی‌اکسید کربن را در بر می‌گیرد و به کاهشی مناسب در دافعات ملی بر پایه برنامه‌ای مرحله بندی شده متعهد می‌باشد. بریتانیای کبیر از امضاکنندگان پیمان کیوتو است.
از تاریخ اکتبر ۲۰۰۶ هیچگونه چهارچوب قانونی در داخل بریتانیای کبیر به منظور تضمین نمودن کاهش سال به سال در دافعات دی‌اکسید کربن و گازهای گلخانه‌ای دیگر وجود ندارد. از آن تاریخ بعضی از ۴۱۳ اعضای پارلمان یا در حدود ۳/۲ کل، جنبش Early Day۱۷۸ را امضا نمودند. برای درخواست معرفی لایحه تغییر آب و هوایی که این موضوع را دربردارد، متعهد به ۳٪ کاهش سالیانه در دافعات دی‌اکسید کربن پیشنهاد شده به صورت قانونی می‌گردد. علی‌رغم لایحه محکم طرف سازمان‌های محیطی مانند Big Ask Climate Campaignدوستان زمین و حمایتی گسترده از طرف تمام احزاب این لایحه تبدیل به قانون نشد. با این وجود به نظر می‌رسد دولت به دنبال قرار دادن یک لایحه تغییر اقلیم در سخنرانی افتتاحیه Queen در پارلمان در ماه نوامبر است. این انتظار نیز می‌رود که به فشار بیش از حد از طرف احزاب خودش و احزاب مخالفش و از طرف گروه‌های محیط زیستی دربارهٔ دربرگرفتن تعهد کاهش ۳٪ سالانه در لایحه بی‌توجهی کند.
بریتانیای کبیر در حال حاضر به نظر می‌رسد در مسیر رسیدن به اهداف کیوتو برای سبد گازهای گلخانه‌ای قرار گرفته‌است. با در نظر گرفتن اینکه دولت قادر به ممانعت از افزایش دافعات دی‌اکسید کربن از هم‌اکنون (۲۰۰۶) و دوره بین ۲۰۰۸ تا ۲۰۱۲ می‌باشد. با این حال سطوح دافعات دی‌اکسید کربن خالص سالانه در بریتانیای کبیر در واقع حدود ۲٪ افزایش یافته‌است از زمانی که حزب کارگر تونی بلر در سال ۱۹۹۷ به قدرت رسید. مگر اینکه لایحهٔ تغییر اقلیم در سال ۷–۲۰۰۶ تبدیل به قانون شود و دولت به منظور ممانعت از دافعات در چندین سال آینده دست به اقدامات فوری و مؤثر بزند.

### هند
هند در اوت سال ۲۰۰۲ پیمان را امضا و تصویب نمود. از آنجا که هند از چهارچوب پیمان معاف است انتظار می‌رود از پیمان به منظور انتقال تکنولوژی و سرمایه‌های خارجی محدود بهره ببرد، در اجلاس G۸ در ژوئن ۲۰۰۵ نخست‌وزیر هند مان موهان سینگ اشاره کرد که نرخ دافعات سرانه کشورهای در حال توسعه تنها بخش کوچکی از آن چیزی است که در کشورهای توسعه یافته وجود دارد. هند به عنوان کشوری که از اصول «مسئولیت عمومی اما منفک» پیروی می‌کند چنین ادعا دارد که مسئولیت مهم دافعات ممنوع شده در اختیار کشورهای توسعه یافته می‌باشد که در طول مدتی طولانی دافعات را بر روی هم انباشته‌اند.

### روسیه
ولادیمیر پوتین در ۴ نوامبر ۲۰۰۴ عهدنامه را تأیید نمود و روسیه رسماً سازمان ملل را از تصویبش در ۱۸ نوامبر ۲۰۰۴ مطلع ساخت. موضوع تصویب روسیه به‌طور خاص در اجلاس بین‌الملل مورد بررسی دقیق قرار گرفت. چرا که این پیمان ۹۰ روز بعد از تصویب روسیه در ۱۹ فوریه ۲۰۰۵ به اجرا درآمد.
رئیس‌جمهور پوتین همراه با کابینه روسیه قبلاً به نفع پیمان در سپتامبر ۲۰۰۴ تصمیم‌گیری کرده بود بر خلاف نظر آکادمی علوم روسیه و وزارت صنعت و انرژی و همچنین مشاور اقتصادی رئیس‌جمهور آندره ایلاریانوف و در قبال حمایت اتحادیه اروپا برای پذیرش روسیه در WTO. همان‌طور که بعد از آن پیش‌بینی می‌شد تصویب در ۲۲ اکتبر ۲۰۰۴ از طرف اعضای پایین مقام و والا مقام مجلس با هیچ مانعی رو به رو نشد.
پیمان کیوتو دافعات را تا در صدی کاهش یا افزایش از سطوع ۱۹۹۰ شان محدود می‌کند. از سال ۱۹۹۰ اقتصاد بیشتر کشورها در اتحاد جماهیر شوروی سابق دچار رکود شد. همان‌طور که دافعات گاز گلخانه‌ای شان کاهش یافت. به همین دلیل روسیه هیچ مشکلی در رابطه با عمل کردن به شرایط کیوتو ندارد چرا که سطوح دافعات جاری اش زیر اهداف تعریف شده می‌باشد.
این مسئله قابل بحث است که آیا روسیه از فروش اعتبارات دافعات به کشورهای دیگر در پیمان کیوتو سود می‌برد یا خیر.

### ایالات متحده آمریکا
ایالات متحده آمریکا اگرچه یکی از امضا کنندگان معاهده‌است اما نه پیمان را تصویب کرده و نه آن را رد می‌کند. امضا تنها حالت سمبولیک دارد چراکه پیمان برای ایالات متحده آمریکا هیچ چیزی را ممنوع نمی‌سازد مگر اینکه این کشور آن را تصویب کند. ایالات متحده آمریکا از سال ۲۰۰۵ بزرگترین منتشرکننده دی‌اکسید کربن ناشی از سوزاندن سوخت‌های فسیلی است.
در ۲۵ ژوئیه ۱۹۹۷، قبل از نهایی شدن پیمان کیوتو، (اگرچه کاملاً مورد مذاکره قرار گرفته شده بود و پیش‌نویس یکی مانده به آخرش تکمیل شده بود) سنای ایالات متحده آمریکا به اتفاق آرا Byrd-Hagel Resolution را با ۹۵٪ آرا به تصویب رساند
نظرات سنا در رابطه با این موضوع بود که ایالات متحده آمریکا نباید امضاکننده هیچ پیمان ای که شامل اهداف منع‌کننده و زمان‌بندی برای توسعه‌است، باشد. همان‌طور که در خصوص کشورهای صنعتی شده یا معاهداتی که ممکن است به ضرر جدی برای اقتصاد ایالات متحده منجر شود رفتار می‌کند. در ۱۲ نوامبر ۱۹۹۸ نایب رئیس‌ال گور به صورت نمایشی پیمان را امضا کرد. هم گور و هم سناتور جوزف لیبرمن خاطرنشان کردند که پیمان تا زمانی‌که توسط کشورهای در حال توسعه مورد موافقت قرار گیرد نباید به صورت یک لایحه به مجلس سنا برده شود.
دولت کلینتون هرگز پیمان را به منظور تصویب شدن به سنا نفرستاد.
دولت بیل کلینتون در ژوئیه ۱۹۹۸ تجزیه تحلیلی اقتصادی ارائه داد که توسط مجمع مشاوران اقتصادی آماده شده بود؛ که چنین نتیجه می‌گرفت که با تجارت دافعات بین کشورهای ضمیمه ۱ و شرکت کشورهای در حال توسعه مهم در مکانیسم توسعه پاک با توجه به نرخ دافعات تجاری از سال ۲۰۱۲ هزینه اعمال پیمان کیوتو تا ۶۰٪ کاهش می‌یابد. تجزیه تحلیل‌های اقتصادی دیگر با این حال توسط دفتر بودجه کنگره و بخش انرژی ایالات متحده آمریکا|بخش انرژی، سازمان اطلاعات انرژی(EIA) و دیگران به عنوان رکودی بزرگ در GDP از اعمال پیمان نشان داده شد.
رئیس‌جمهور کنونی جرج دابلیو بوش خاطر نشان ساخته‌است که قصد ندارد پیمان را برای تصویب به مجلس بفرستد نه به این دلیل که وی از اصول پیمان کیوتو حمایت نمی‌کند بلکه به دلیل معافیت چین. (دومین بزرگترین منتشرکننده دی‌اکسید کربن در جهان
بوش همچنین به دلیل فشاری که اعتقاد دارد پیمان بر روی اقتصاد اعمال می‌کند با آن مخالفت می‌کند. او بر تردیدهایی که معتقد است در موضوع تغییر آب و هوا وجود دارد تأکید می‌کند.
علاوه بر این ایالات متحده آمریکا در رابطه با معافیت‌های بیشتر پیمان نگران است. به عنوان مثال ایالات متحده آمریکا شکاف بین کشورهای ضمیمه ۱ و دیگران را حمایت نمی‌کند. بوش در مورد پیمان چنین می‌گوید:
این چالشی است که نیاز به ۱۰۰٪ تلاش دارد؛ از جانب ما، و بقیه کشورهای جهان. دومین بزرگترین منتشرکننده گازهای گلخانه‌ای جهان جمهوری خلق چین است. تا کنون، چین به کلی از ملازمات پیمان کیوتو معاف بوده‌است. هند و آلمان نیز در میان بزرگترین منتشر کنندگان هستند. تا کنون، هند نیز از کیوتو معافیت داشته‌است… دوری جستن آمریکا از پذیرفتن پیمان ای ناقص نباید توسط دوستان و هم پیمانان ما به عنوان سر باز زنی از مسئولیت شناخته شود. برای کشور، حکومت ما نقش مدیریت را روی مسئله تغییر آب و هوا ایفا می‌کند… روش ما باید در بر گیرنده اهداف بلند مدت تثبیت تمرکز گازهای گلخانه‌ای در جو زمین باشد.
علیرغم خودداری او از فرستادن پیمان به سنا برای تصویب، حکومت بوش برخی فعالیت‌ها را در راستای تغییرات آب و هوا در دست اجرا گرفت. در ژوئن ۲۰۰۲، برخی ناظران این گزارش را به عنوان حمایتی از پیمان تفسیر کردند، اگرچه گزارش به خودی خود صریحاً تأیید پیمان را نشان نمی‌داد. در اجلاس G-۸ در ژوئن ۲۰۰۵ ادارات حکومتی طرحی را عنوان «برنامه‌های عملی کشورهای صنعتی شده می‌تواند اجرا شود بدون اینکه به اقتصادشان ضربه بزند» ارائه دادند. بر اساس چنین تشریفاتی، ایالات متحده در مسیر اجرای تعهد خود برای کاهش شدت ۱۸درصدی کربن خود در سال ۲۰۱۲ است.
ایالات متحده آمریکا شراکت نامه صلح جویانه آسیا در رابطه با توسعه پاکسازی و آب و هوا را امضا کرده‌است که پیمان ایست که به آن کشورها اجازه می‌دهد اهدافشان را بر کاهش دافعات گازهای گلخانه متمرکز نمایند البته بدون اجازه استفاده از هیچ مکانیزم اجرایی.
حمایتگران این پیمان به آن به عنوان مکملی برای پیمان کیوتو نگاه می‌کنند چرا که به نظر می‌رسد این پیمان انعطاف‌پذیرتر باشد اما منتقدین گفته‌اند این پیمان بدون ابزار اجرایی بی‌اثر خواهد بود.
دولت ایالات متحده برای تحت فشار قرار دادن گزارش‌های متخصصینی که تأثیرات گرم شدن سطح زمین را خطرناک می‌دانند تلاش نموده‌است. یک مقام رسمی دولتی این حقیقت را که توسط گروه هفت نفره‌ای از دانشمندان سازمان اتمسفر و اقیانوس ملی کشف شده بود و بیانگر این مطلب بود که گرم شدن سطح زمین با تناوب و قدرت گردبادها در ارتباط است، بیان کرد.
موقعیت این سازمان به صورت یکدست در ایالات متحده مورد قبول قرار نگرفته‌است. به عنوان مثال پل کراگمن اشاره می‌کند که هدف ۱۸٪ کاهش در مقدار کربن هنوز در واقع کاهشی در تمام دافعات است.
کاخ سفید همچنین به دلیل گزارش‌های نا کافی که فعالیت‌های انسانی و دافعات گاز گلخانه‌ای را برای تغییر آب و هوا به هم مربوط می‌ساخت و به این دلیل که مقامات کاخ سفید و وکیل سابق شرکت نفت فیلیپ کنی توضیحات گروه تحقیق آب و هوا که توسط دانشمندان دولتی مورد تأکید قرار گرفته بود را ضعیف جلوه داده بودند مورد انتقاد قرار گرفت، هرچند کاخ سفید آن را انکار کرد.
منتقدین به روابط صمیمانه بین دولت و صنایع نفت و گاز اشاره می‌کنند. در ژوئن ۲۰۰۵ گزارش‌های بخش ایالتی نشان داد که دولت از اجراکنندگان اکسون به خاطر همکاری مؤثرشان در کمک کردن به تعیین سیاست‌های تغییر آب و هوا که شامل موقعیت ایالات متحده در کیوتو می‌شد، تشکر کرد. اطلاعات بدست آمده از گروه پیمان تجاری ائتلاف آب و هوای جهان همچنین یکی از عوامل
علاوه بر این حمایت گران کیوتو اقداماتی خارج از دید دولت جورج بوش انجام دادند، در سال ۲۰۰۲ محققین کنگره که وضعیت قانونی پیمان را به دقت بررسی کرده بودند پیشنهاد کردند که امضاء UNFCCC تعهدی را برای ممانعت از تخریب اهداف پیمان تحمیل می‌کند؛ و اینکه در حالی که رئیس‌جمهور احتمالاً نمی‌تواند پیمان را به تنهایی به اجرا برساند و کنگره می‌تواند قوانینی مناسب با ابتکار خود به وجود آورد.
نه ایالت شمال شرقی و ۱۹۴ شهردار از شهرهای ایالات متحده به به‌کارگیری محدودیت‌های قانونی پیمان کیوتو در رابطه با دافعات گازهای گلخانه‌ای متعهد شده‌اند
در ۳۱ اوت ۲۰۰۶ قانون اساسی کالیفرنیا به توافق با فرماندار آرنولد شوارتزنگر برای کاهش دافعات گازهای گلخانه‌ای ایالت که دوازدهمین مقام را در جهان دارد تا ۲۵٪ تا سال ۲۰۲۰ به توافق رسید. این باعث شد که در لایحه۲۰۰۶ حل گرم شدن سطح زمین | لایحه حل گرم شدن سطح زمین که به‌طور مؤثری کالیفرنیا را با اهداف کیوتو در یک مسیر قرار می‌دهد.

## حمایت از پیمان کیوتو
مدافعین عهدنامه کیوتو ادعا می‌کنند که کاهش این دافعات به شدت مهمند. آن‌ها اعتقاد دارند که کربن دی‌اکسید باعث گرم‌شدن جو زمین می‌شود. این نظریه همچنین توسط اسناد تغییر اقلیم اخیر حمایت می‌شود. دولتهای تمام کشورهایی که پارلمان‌هایشان پیمان را به تصویب رسانده‌اند از آن حمایت می‌کنند. در بین مدافعان پیمان کیوتو از همه مهم‌تر اتحادیهٔ اروپا و بسیاری از مؤسسات محیطی هستند. مشاورین علمی اتحادیهٔ اروپا و برخی از کشورها (شامل آکادمی‌های علمی ملی G-۸)همچنین گزارش‌هایی در دفاع از پیمان کیوتو ارائه کرده‌اند. یک روز جهانی عمل به این پیمان برای تاریخ سوم دسامبر ۲۰۰۵ مطرح شد که با مجلس احزاب مونترال هم‌زمان بود. اسناد طرح‌ریزی‌شده توسط مجمع جریانات اجتماعی جهان تأیید شد. گروهی از شرکت‌های کانادایی مهم نیز خواستار اقدام فوری در رابطه با تغییر اقلیم شدند و پیشنهاد کردند که کیوتو تنها قدم اولیه‌است.
در استرالیا اگرچه حمایت مورد توجهی از پیمان با بیش از ۲۲۵۰۰ امضا برای ارائه صلح سبز می‌شود، همچنین گروه‌های ضد کیوتویی با بیش از ۲۰۰۰۰ امضای ارائه شده به دولت وجود دارد
در سوم ژانویه ۲۰۰۶ مونترئال با درخواست گروهی از مردم با هدف جمع‌آوری ۵۰ میلیون امضا در حمایت از پیمان کیوتو و اهدافش تا سال ۲۰۰۸ موافقت نمود، این تاریخ شروع توسط پیمان کیوتو به منظور نشان دادن کاهش ۵ درصدی در دافعات تعیین شد. این درخواست به منظور دادن حمایت مدنی و تصویب به دعوای بین‌المللی ضد گرم‌شدن زمین بر اساس همکاری در سراسر دنیا ارائه شده بود. بسیاری از شهروندان آمریکایی و استرالیایی در حال امضای این در خواست می‌باشند و بنابراین از مواضع رهبرانشان در رابطه با این مسئله انتقاد می‌کنند.

## حمایت‌های اساسی در ایالات متحده
در ایالات متحده حداقل یک گروه دانشجویی وجود دارد که هدفش استفاده از علایق دانشجویان به حمایت از فشاریست که بر روی کاهش دافعات به عنوان هدف پیمان کیوتو می‌باشد.
از ۲۰ ژوئن ۲۰۰۶ هفت ایالت شمال شرقی ایالات متحده به سازمان گاز گلخانه‌ای منطقه‌ای (RGGI)پیوسته‌اند، که یک برنامه تجاری و پوششی برای سطح دافعات است.
به نظر می‌رسد که چنین برنامه‌ای به صورت غیر مستقیم فشار دولت فدرال را برای نشان دادن این موضوع که کاهش می‌تواند بدون امضا شدن پیمان کیوتو انجام شود به کار می‌گیرد.
- «ایالات شرکت‌کننده»: مین، نیو همپشایر، ورمونت، نیویورک، نیوجرسی، دلاور، کانکتی کات.
- «ایالات و مناطق ناظر»: پنسیلوانیا، مریلند، واشینگتن، کلمبیا، استان‌های کانادایی شرقی
- «ایالاتی که قبلاً شرکت‌کننده بودند اما اکنون از لیست حذف شده‌اند»: ماساچوست و آیلند رود

از ۱۹ اکتبر ۲۰۰۶٬۳۲۰ شهر ایالات متحده در ۴۶ ایالت بیش از ۵۰ میلیون آمریکایی حمایت گر از کیوتو را معرفی کردند بعد از اینکه گریک نیکلز شهردار سیاتل، واشینگتن شروع به تلاشی ملی برای بدست آوردن شهرهایی در موافقت با پیمان کرد.
- شهرهای بزرگ شرکت‌کننده: سیاتل، واشینگتن، نیویورک، لوس انجلس، کالیفرنیا، شیکاگو، سانفرانسیسکو، بوستون، ماساچوست، دنور، کلرادو، لویزانا، نیواورلئان، مینه سوتا، تگزاس، اورگون، پورتلند، پرووینس، آیلند رود، تاکوما، سن خوزه، اوتا، آرکانزاس، فلوریدا، مریلند، مادیسون، ویسکونسین.
- «لیست کامل شهرها و شهرداران»:[۱۹]

## مخالفان کیوتو
دو کشور مهم که در حال حاضر با این پیمان مخالفت می‌کنند ایالات متحده و استرالیا می‌باشند. بعضی متخصصین سیاست مردمی که نسبت به گرم شدن سطح زمین بدبین هستند پیمان کیوتو را به عنوان برنامه‌ای برای کاهش رشد دموکراسی صنعتی جهان و کاهش انتقال ثروت به جهان سوم در آنچه که آن‌ها ادعا می‌کنند ابتکار سوسیالیسم جهانی است برمی‌شمارند. دیگران چنین مباحثه می‌نمایند که به قدر کافی برای منع دافعات گلخانه‌ای پیش نمی‌رود
بسیاری از اقتصادهای محیط زیستی عنصری ضروری برای پیمان کیوتو به‌شمار می‌رفتند. بسیاری، هزینه‌های پیمان کیوتو را بیش از سود آن برآورد می‌کنند. برخی بر این باورند که استانداردهایی که کیوتو تنظیم کرده‌است بیش از حد خوشبینانه هستند، و دیگران آن را قرارداری بسیار نا منصفانه و نارس می‌بینند که تنها مقدار ناچیزی قادر به کاهش گازهای گلخانه‌ای می‌باشد.
به هر حال، این موضوع باید مورد توجه قرار گیرد که این مخالفان متفق‌القول نیستند و اینکه دربرداری تجارت دافعات موجب شده‌است که برخی از اقتصاد دانان پیمان را بپذیرند.
بعلاوه، مجادله‌ای بر سر استفاده سال ۱۹۹۰ به عنوان سال پایه یا عدم استفاده از یک مقیاس سرانه به عنوان مبنا وجود دارد. کشورها در کارایی انرژی در سال ۱۹۹۰ اهداف مختلفی داشتند. به عنوان مثال، جماهیر شوروی سابق، و کشورهای اروپای شرقی کوشش کمی برای حل مشکل داشتند و کارایی انرژی شان در سال ۱۹۹۰ در بدترین سطح خود قرار داشت درست مانند یک سال قبل از سقوط نظان کمونیستی، از سویی دیگر ژاپن به عنوان کشوری که بزرگترین منابع طبیعی را دارا بود باید پیش از بحران نفت ۱۹۷۳کارایی انرژی خود را بهبود می‌بخشید و سطح دافعات آن‌ها در سال ۱۹۹۰ از اکثر کشورهای پیشرفته بهتر بود.
به هر حال، چنین تلاش‌هایی صورت گرفت و از سستی اتحادیه شوروی سابق چشمپوشی شد و حتی توانستند با تجارت دافعات درآمد خوبی کسب کنند. بحثی که هست دربارهٔ استفاده مقیاس سرانه دافعات به عنوان مبنا در پیمان کیوتو است که می‌تواند حس نابرابری بین کشورهای پیشرفته و کشورهای در حال توسعه را کاهش دهد و همچنین می‌تواند ناکارامدی‌ها و کارامدی‌های بین کشورها را آشکار نماید.

## تحلیل‌های هزینه-سود
اقتصاددانان تلاش کرده‌اند تا سود خالص کل پیمان کیوتو را از طریق تحلیل‌های هزینه-سود برآورد نمایند. اگر چه این موضوع در ارتباط با هواشناسی است، مخالفت‌هایی در مورد مبهم بودن آن از لحاظ بی‌ثباتی اقتصادی اش وجود دارد.
این موضوع که نظارت بر پیمان کیوتو بیشتر گران است تا عدم نظارت آن یا اینکه پیمان کیوتو سود خالص بسیار زیادی دارد که از هزینه تنظیم ساده گرمایش زمین تجاوز می‌کند، هنوزه نیز دارای تخمینی بسیار کلی می‌باشد. یک مطالعه در طبیعت
| نشان داد که "تن‌ها محاسبه هزینه‌های بیرونی بومی، به‌علاوه هزینه‌های تولیدی، برای شناسایی استراتژی‌های انرژی که با پیمان کیوتو برآورده می‌شود مستلزم خرج کمتری است نه بیشتر.
اخیراً برنامه اجماع کپنهاک در یافته‌است که پیمان کیوتو فرایند گرم شدن زمین را کند کرده‌است، در حالی که سود کلی آن ظاهری است. مدافعان پیمان کیوتو می‌گویند گازهای گلخانه‌ای داخلی با اینکه مقدار کمی تحت تأثیر قرار گرفته‌اند اما در آینده این تأثیر بیشتر خواهد بود و کاهش این گازها عمده تر صورت خواهد گرفت.
همچنین آن‌ها از اعمال اصل احتیاط دفاع می‌کنند. نکته مهم دیگر این است که محدودیت بیش از حد بر روی انتشار کربن ممکن است موجب افزایش بسیار بالایی در هزینه گردد، شورای دفاعیه چنین اظهار داشت. بعلاوه، اصول احتیاطی می‌تواند جوابگوی برخی پی امدهای سیاسی، اجتماعی، اقتصادی و محیط زیستی باشد.

## نرخ تخفیف
یک مشکل در اندازه‌گیری دقیق هزینه‌ها و سود سیاست‌های مختلف گرمای زمین انتخاب یک نرخ تخفیف مناسب است. در سنجش‌های طولانی مدت مانند سودی که تحت پیمان کیوتو حاصل می‌شود، تغییرات کو چک در نرخ تخفیف، نوسانات بزرگی را در سود خالص حاصل می‌کند. به هرحال، این دشواری‌ها به‌طور کلی برای مقایسه سیاست‌های متناوب بلند مدت صدق نمی‌کند. این به دلیل تغییرات در نرخ تخفیف آن است که به‌طور یکسان سود و هزینه خالص را تعدیل نمی‌کند مگر اینکه توضیحات کافی برای سود و هزینه وجود داشته باشد، آن‌هم هنگامی که رسیدن به یک سناریو بر اساس سود خالص کیوتو از راه‌های سنتی تخفیف دهی دشوار باشد، مثل روش قیمت سایه سرمایه که خودش بحثی است در این باره که البته نرخ تخفیف آن باید پایین‌تر در نظر گرفته شود، در غیر اینصورت نرخ تخفیف بالاتری را برای شرایط حاضر پایه‌گذاری می‌کند. چرایی این موضوع ممکن است قضاوتی به دور از دیدگاه اقتصادی باشد، اما می‌تواند مورد بحث و مطالعه قرار گیرد تا تقسیم منابع را ممکن سازد و اینکه چگونه می‌توان منابع را نسبت به زمان می‌توان تقسیم کرد.

## شراکت نامه صلح جویانه آسیا روی آب و هوا و توسعه پاک
شراکت‌نامه صلح‌جویانه آسیا روی آب و هوا و توسعه پاک موافقت نامه ایست بین شش ملت دوستدار صلح آسیا- اقیانوسیه یعنی استرالیا، جمهوری خلق چین، هند، ژاپن، کره شمالی و ایالات متحده آمریکا. این قرار داد در اجلاس ملل آسیای جنوب شرقی در اجلاس منطقه‌ای در تاریخ ۲۸ ژوئیه ۲۰۰۵ (ASEAN) منعقد شد. کشورها اهداف خود را برای کاهش دافعات گازهای گلخانه‌ای به‌طور خصوصی تنظیم کردند اما بدون هیچ مکانیزم اجبار و محدودیتی. برخی حمایت‌کننده‌ها این قرار داد را مکملی برای پیمان کیوتو دانستند ضمن اینکه انعطاف‌پذیری بیشتری داشت اما در زمان بحران بدون این اجبارها و محدودیت‌ها کارایی کمتری داشت و نهایتاً اهداف بدون مذاکره‌اش باعث شد اجلاس خواستار جایگزینی آن به جای پیمان کیوتو شود. (مذاکرات در مونترال در دسامبر ۲۰۰۵ آغاز شده‌است)